# Harlots
Harlots è una serie televisiva drammatica storica britannica creata da Alison Newman e Moira Buffini ed ispirata a The Covent Garden Ladies di Hallie Rubenhold. La serie si concentra su Margaret Wells, che gestisce un bordello nell'Inghilterra del XVIII secolo e lotta per crescere le sue figlie in una casa caotica.
La serie è stata trasmessa dal 27 marzo 2017 su ITV Encore nel Regno Unito e dal 29 marzo 2017 su Hulu negli Stati Uniti. Successivamente è stata rinnovata per una seconda stagione, andata in onda dall'11 luglio 2018 negli Stati Uniti. Il 24 settembre 2018, Harlots è stata rinnovata per una terza stagione che sarà trasmessa negli Stati Uniti dal 10 luglio 2019. Il dramma d'epoca Harlots tornerà a Hulu per la sua terza stagione a luglio.

## Trama
Londra nel 1763 è in piena espansione e numerose donne si guadagnano da vivere vendendosi per sesso. Le possibilità di una donna per avere una stabilità economica sono sposarsi con qualcuno di facoltoso o diventare una prostituta. I bordelli della città sono gestiti da astute e crudeli donne d'affari come Margaret Wells e Lydia Quigley. Le prostitute vengono recensite nella Harris's List of Covent Garden Ladies, che alcune donne leggono nel primo episodio.
Ma c'è un nuovo tipo di moralità nell'aria mentre i crociati religiosi chiedono la chiusura dei bordelli, ed i poliziotti sono felici di fare brutali incursioni.
Gli episodi ruotano intorno alla determinazione di Mrs Wells nel migliorare la sua vita e la sua fortuna spostando il suo bordello in Greek Street a Soho e servendo così una classe migliore della società georgiana. Per finanziare il lavoro, dopo aver ricevuto una muta di 100 sterline, vende all'asta la verginità di sua figlia più giovane, Lucy, come aveva già fatto con la figlia Charlotte quando aveva 12 anni. Charlotte è l'amante di Sir George Howard, che vuole farle firmare un contratto affinché diventi il suo "protettore".

## Episodi
| Stagione | Episodi | Episodi | Prima TV originale | Prima TV originale |
| Stagione | Episodi | Episodi | Inizio prima TV    | Fine prima TV      |
| -------- | ------- | ------- | ------------------ | ------------------ |
| 1        | 8       | 8       | 27 marzo 2017      | 15 maggio 2017     |
| 2        | 8       | 8       | 11 luglio 2018     | 22 agosto 2018     |
| 3        | 8       | 8       | 10 luglio 2019     | 28 agosto 2019     |